# Cnephora subochrea
Cnephora subochrea är en fjärilsart som beskrevs av Paul Dognin 1911. Cnephora subochrea ingår i släktet Cnephora och familjen mätare. Inga underarter finns listade i Catalogue of Life.